# گذرنامه جعلی

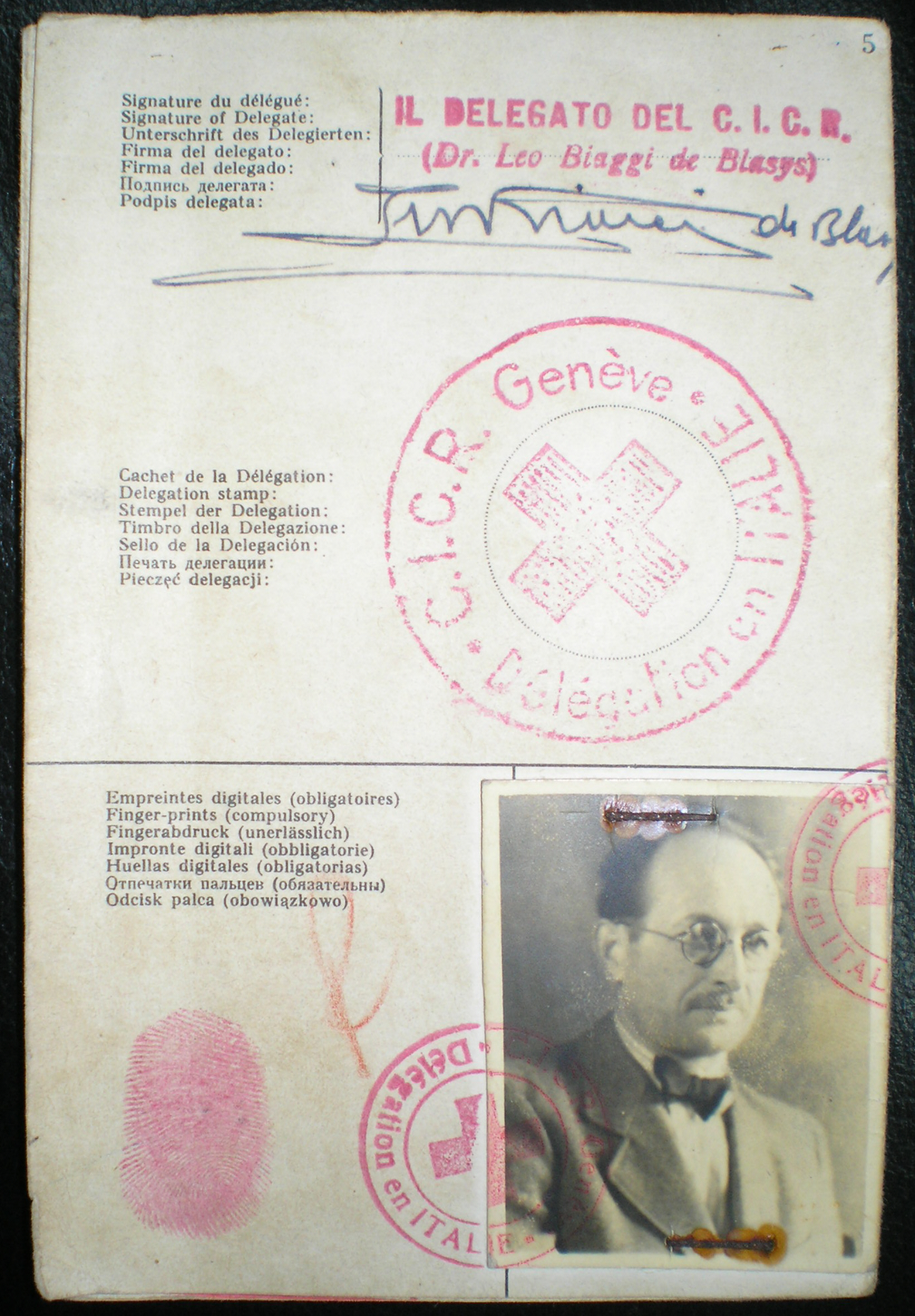
آدولف آیشمن با یک گذرنامه جعلی صلیب سرخ به نام ریچارد کلمنت در سال ۱۹۵۰ وارد آرژانتین شد

گذرنامه جعلی  به پاسپورت (یا سایر مجوزهای مسافرتی) ساخته شده به شکل متقلبانه گفته می‌شود. گذرنامه‌های تقلبی شکل‌های مختلفی دارند. آن‌ها ممکن است رونوشت یک پاسپورت اصل باشند یا یک پاسپورت اصل که تغییراتی به شکل غیرقانونی در آن اعمال شده است. پاسپورتی که یک نهاد دارای صلاحیت صادر کرده اما اطلاعات غلط در آن وجود دارد هم گاهی پاسپورت تقلبی نامیده می‌شود.
تهیه و استفاده از گذرنامه‌های جعلی دلایل متنوعی دارد. آن‌ها می‌توانند برای خروج از کشور، سرقت هویت دیگران، تغییر سن، مهاجرت غیرقانونی و جرایم سازمان‌یافته استفاده شوند.

## پاسپورت شباهتی
یکی از روش‌هایی که برای مهاجرت غیرقانونی وجود دارد، استفاده از پاسپورت های جعلی یا مشابهتی است. در این روش متقاضی با مراجعه به قاچاق‌برهایی که از طریق غیرقانونی متقاضیان را از مرز و یا گیت فرودگاه خارج می‌کنند، پاسپورت شباهتی دریافت می‌کند. 
در این روش از پاسپورت‌های دزدیده‌شده در خارج از ایران استفاده می‌کنند. معمولاً پاسپورتی که ازنظر شباهت ظاهری، اطلاعات زیست‌سنجی(بیومتریک) و سایر ویژگی‌ها بیشتر به شخص متقاضی است نزدیک است برای هر شخص انتخاب می‌شود.

## استفاده افراد مشهور از پاسپورت تقلبی
- آدولف آیشمن مقام برجسته دولت آلمان نازی معروف به معمار هولوکاست بعد از پایان جنگ جهانی دوم با یک پاسپورت جعلی صادر شده از سازمان صلیب سرخ به آرژانتین رفت و در آنجا با هویت جعلی تا سال ۱۹۶۰ زندگی کرد (صلیب سرخ و سازمان ملل نوعی پاسپورت برای اعضای خود صادر می‌کنند).
- الکساندر سولونیک آدمکش حرفه‌ای اهل روسیه در دهه ۱۹۹۰ با پاسپورت جعلی در یونان زندگی می‌کرد. سال ۱۹۹۷ اعلام شد که جسد این گنگستر روس در نزدیکی آتن با یک پاسپورت جعلی که از کنسولگری یونان در مسکو به دست آورده پیدا شده است.
- الکساندر لیتویننکو ناراضی روس به دلیل اینکه پاسپورت خودش را مقامات روسیه ضبط کرده بودند با یک پاسپورت تقلبی از طریق اوکراین به ترکیه سفر کرد.
- در سال ۲۰۱۱ اعلام شد که کیم جونگ نام پسر رهبر وقت کره شمالی کیم جونگ ایل با یک پاسپورت جعلی دومینیکن در فرودگاه ناریتای توکیو دستگیر شده است. این واقعه یک شرمساری بزرگ برای دولت کره شمالی بود.
- وزلی اسنایپس بازیگر آمریکایی در فرودگاه ژوهانسبورگ آفریقای جنوبی به دلیل استفاده از پاسپورت تقلبی آفریقای جنوبی بازداشت شد.به اسنایپس اجازه داده شد به آمریکا برگردد چون یک پاسپورت معتبر آمریکا همراهش بود.
- رونالدینهو ستاره فوتبال برزیلی و برادرش سال ۲۰۲۰ به دلیل استفاده از گذرنامه‌ها و مدارک شناسایی جعلی پاراگوئه در این کشور دستگیر شدند.[۱]

- پس از پیروزی انقلاب ۱۳۵۷، عباس قره‌باغی ارتشبد نیروی زمینی شاهنشاهی در روز ۲۳ بهمن ۱۳۵۷ در منزل یکی از دوستانش مخفی شد و پس از ۱۴ ماه اختفا و تغییر محل خود، در نهایت از فرودگاه مهرآباد با گذرنامه جعلی خارج شد. وی در ۲۲ مهر ۱۳۷۹ در پی ابتلا به بیماری سرطان، در سن ۸۱ سالگی در بیمارستانی در پاریس درگذشت.